# NGC 1423
NGC 1423 في الفهرس العام الجديد، هي مجرة، تقع في كوكبة النهر. اكتشفت في 31 أكتوبر 1886 بواسطة لويس سويفت.

## روابط خارجية
- NGC 1423 على موقع ويكي سكاي: DSS2, SDSS, GALEX, IRAS, Hydrogen α, X-Ray, Astrophoto, Sky Map, Articles and images